# Bulolia
Bulolia Zabka, 1996 è un genere di ragni appartenente alla famiglia Salticidae.

## Distribuzione
Le due specie oggi note di questo genere sono state rinvenute in Nuova Guinea.

## Tassonomia
A giugno 2011, si compone di due specie:
- Bulolia excentrica Zabka, 1996 — Nuova Guinea
- Bulolia ocellata Zabka, 1996[2] — Nuova Guinea